# Orgue de Santa Creu
L'Orgue de l'església de Santa Creu de Palma és una peça artística de gran valor, originari del segle xvi i que ha tingut diverses modificacions al llarg del temps.

## Història[1]

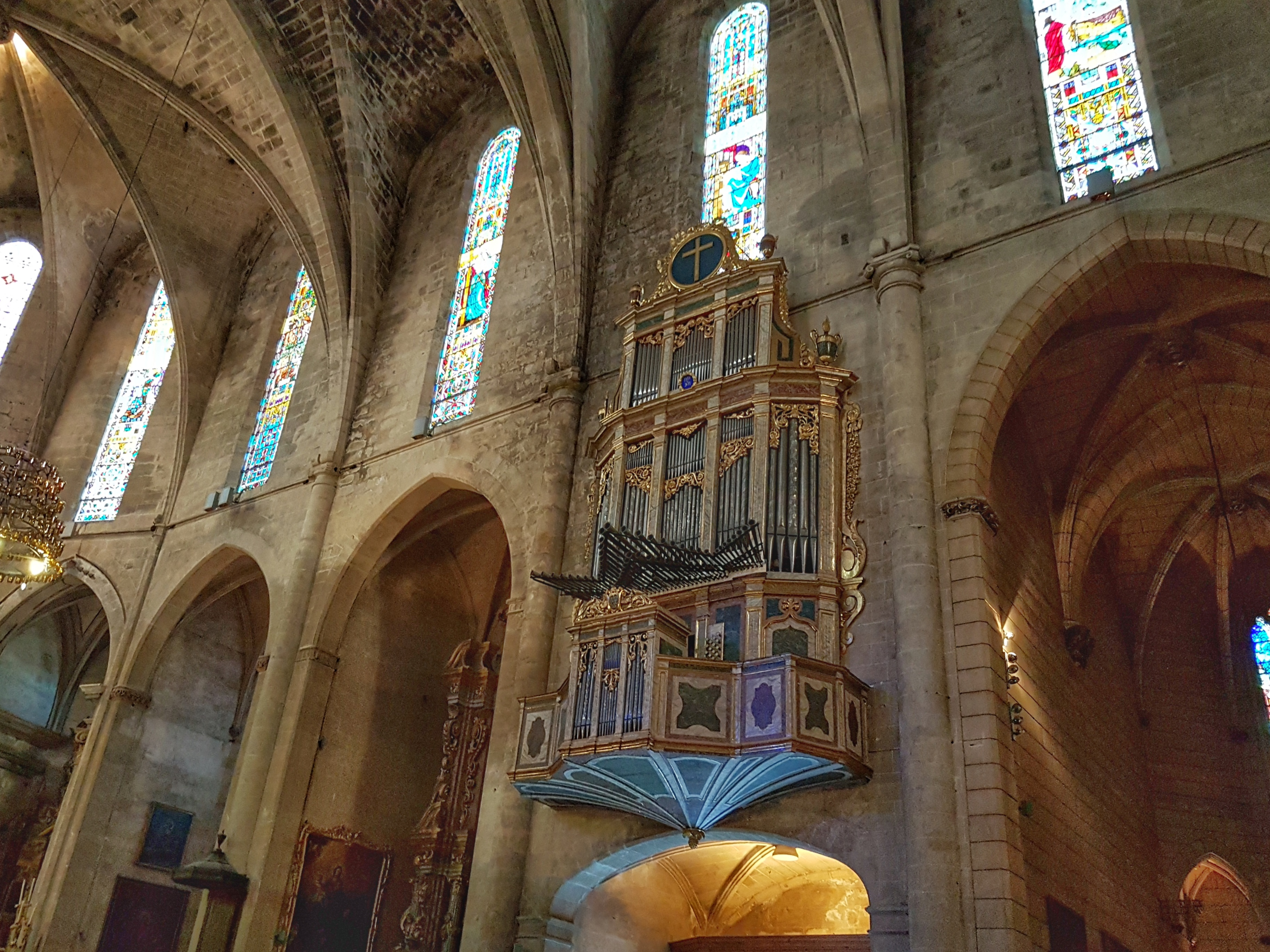
Orgue de la Parròquia de Santa Creu

La Parròquia de Santa Creu de Palma, és una de les primeres que es construïren a la ciutat després de la conquesta catalana. A uns terrenys donats pel bisbe de Barcelona s'inicià l'edificació de l'església a l'any 1335. Es començà per la cripta i, posteriorment, cap a l'any 1440 s'inicià l'edificació del temple actual començant pel presbiteri. A l'any 1564 la part del presbiteri, que s'edificà sobre la cripta, estava acabada. Per aquest motiu, no és gens estrany que ben aviat es consdirès la possibilitat de fer un orgue per tal d'acompanyar i alternar amb els càntics de les nombroses celebracions litúrgiques a cada una de les diferents hores canòniques. Segons l'arxiu parroquial, la primera notícia d'un orgue a Sta. Creu data de l'any 1562 quan es parla que: Da. Magdalena Baratella y Sardanya tenia obligació de "fer sonar los orgues". Dos anys més tard, el clegat parroquial acorda que Mn. Armengol ha de fer sonar l'orgue tots els dies que sigui costum fer-ho a la Catedral.
L'any 1591 es parla de que Mn. Maties Mas entregui deu lliures al Sr. Jaume Castanyer, pvre. per arreglar "la cadireta" de l'orgue.
A la visita de D. Jerónimo Agustín per delegació del Bisbe Vic y Manrique a l'any 1596 es deixa constància de que s'estava construint un nou orgue.
Durant la visita pastoral següent, a càrrec del bisbe D. Ildefonso Sedeño a l'any 1606 es puntualitza que si bé “la cadireta” fa molts d'anys que està feta, la fàbrica de l'orgue major no va endavant. A més, les manxes estan foradades a molts de punts, motiu pel qual l'orgue té poc vent i no sona com toca. El mateix bisbe, va manar que fossin arreglades i que segueixin amb la fàbrica de l'orgue, ja que disposen de l'estany necessari per als tubs. Així mateix, mana que s'arregli la finestra del recinte de l'orgue que dona al cementiri perquè el vent hi entra directament a les manxes i les fa malbé.
A l'any 1628, el bisbe D. Baltasar de Borja durant la seva visita pastoral segueix puntualitzant que de l'orgue només hi ha feta “la cadireta”. Per a això mana que es faci un nou salmer (suposadament per a l'orgue major), que es reparin les manxes, que es facin tots els tubs que falten i que l'orgue sigui traslladat al cor per evitar el seu deteriorament durant les contínues obres del temple. Dos anys més tard, 1630, la comunitat parroquial resol que s'ha de traslladar “la cadireta” de l'orgue al cor, comprar alguns tubs nous i reparar les manxes per tal que l'orgue pugui fer un servei acceptable.
Abans d'acabar el s. XVII es tornen a tenir problemes amb l'orgue i, per aquest motiu, el bisbe D. Pedro de Alagón va manar taxativament a l'any 1690 que es fes nou. El procurador Rv. Bernat Ferrer exposa a la junta del clero a l'any 1693 que el mestre Caymari disposa d'un orgue petit que seria adequat per a l'església i es concreta la compra d'aquest instrument per 65 lliures. Així mateix s'han de cedir a l'orguener els tubs de l'orgue vell, valorats en 7 lliures.
A l'any 1742 es seguien notant problemes amb l'orgue com deixa constància el Rv. Josep Font reiterant a la Comunitat la necessitat d'un orgue. Per això es proposa construir la volta a on s'ha de col·locar l'orgue i posar-hi temporalment l'orgue petit de mestre Caymari per tal que se senti millor.
A 1760, el rector fa constar a una reunió de tota la comunitat parroquial que “El so de l'orgue ofèn els entesos en música i també els no entesos (...)" i, pe això es signa un contracte amb el mestre Damià Caymari i Llull (fill de mestre Damià Caymari a qui es comprà l'orgue petit a l'any 1693). El contracte és de 400 liures per la feina, tot el material anirà a càrrec de la comunitat parroquial. És a partir d'aquí quan comença la història de l'instrument actual de Santa Creu amb la seva esplendorosa façana de tres cares típica valenciana (que adoptà Damià Caymari suposadament pel seu contacte amb l'orguener valencià Lluís Navarro) que encara podem admirar avui dia. La mort del mestre orguener a l'any 1767 va fer que l'orgue de Santa Creu quedés inacabat. Segons alguns entesos es diu a l'any 1769 que el seu fill “no té habilitat suficient per acabar-lo” però que se li havia de pagar el que es devia al seu pare segons la feina feta. S'acorda que el treball fet valdria unes 300 lliures, de les quals només en mancaven 36. Finalment el fill digué que se sentiria ben pagat amb una dobla de vint, la qual se li entregà. No es té constància documental de qui acabà l'orgue, possiblement ho feu Pere Josep Bosch.
L'orgue va sofrir una nova reforma a l'any 1818 com ho demostra una placa a la part superior de la cadireta “se restauró el año 1818”, però no es té tampoc constància documental de qui el va restaurar.
Com ho demostra una inscripció sobre els teclats, l'orgue va tornar a ser reformat a l'any 1830: “Por disposición y a expenses de Dn Juan Xamena Cura de esta Parroquia, se recompuso y limpió este Organo, en Enero de 1830: siendo Beneficiado Organista Dn Pedro Antonio Colom. J.G.F.”.
A finals del s. XIX o principis del s.XX l'orgue sofrí una altra gran reforma a càrrec de Julià Munar. En aquesta reforma l'instrument s'engrandí en un teclat més i passà de 2 a 3 teclats. Així mateix es canvià l'extensió dels teclats que passaren a tenir 54 notes i, per a aquest motiu s'hagueren de fer salmers nous. El de l'orgue major era reversible com a altres instruments fets per Munar. Així el 2n i 3r teclat compartien registres que es podien usar indistintament en un teclat o un altre. S'aprofitaren els tubs existents de l'orgue Caymari-Bosch? i s'hi afegiren altres jocs d'estètica romàntica.
A l'any 1981, l'instrument fou restaurat novament per l'orguener Gerhard Grenzing, el qual suprimí els jocs romàntics incorporats per Munar i aprofità part del gran salmer reversible per convertir-la en un pedal de 30 notes independent. Així l'orgue tornà a passar de 3 a 2 teclats en benefici d'un pedaler i quedà amb un total de 24 jocs més els acoblaments corresponents. Se li retornà el so d'acord amb l'estètica barroca molt més coherent amb la façana existent.
Al 2011 l'instrument patia un greu problema estructural que amenaçava seriosament la seva estabilitat i, per aquest motiu es planejà una nova gran reforma en distintes fases que fou encarregada a l'orguener flamenc Wilfried Praet i el seu equip. Es planejà un instrument nou, aprofitant tots els tubs existents (els aprofitats per Grenzing i tots els que hi havia arraconats de Munar). Així mateix s'amplià enormement l'instrument, que actualment disposa de 3 teclats manuals, pedal de 30 notes i un total de 45 registres a l'estil dels orgues de la regió alemanya de Turingia.

## Descripció tècnica
CAIXA:  probablement Damià Caymari i Llull, al voltant de l'any 1760.
TECLATS: 3 teclats manuals de 54 notes, de do1 a fa5, les notes naturals xapades en fusta de banús i les alterades en boix i os. Galtes del teclat de cirerer.
PEDALER: 30 notes de fusta de cirerer, les tecles alterades en fusta de freixe.
SALMERS: L'orgue disposa de 8 salmers (1 a la Cadireta, 3 a l'Orgue Major, 1 a l'Orgue de Dalt i 3 al Pedal).
MECÀNICA: L'orgue és completament mecànic tant per als teclats com per als registres. La mecànica de la cadireta és amb balancins i la de l'Orgue Major i Orgue de Dalt penjada. Per al Pedal s'usa mecànica amb escaires.
MANXES: L'orgue disposa de 6 manxes cuneïformes i un llevacops accionable amb un tirant de registre per tal d'estabilitzar més el vent si es desitja interpretar música d'estètica romàntica o moderna.
Nombre total de registres: 45.
Nombre total de tubs: 2625; 30 campanes.
Afinació A = 437,5 Hz a 20° C.

## Disposició de registres

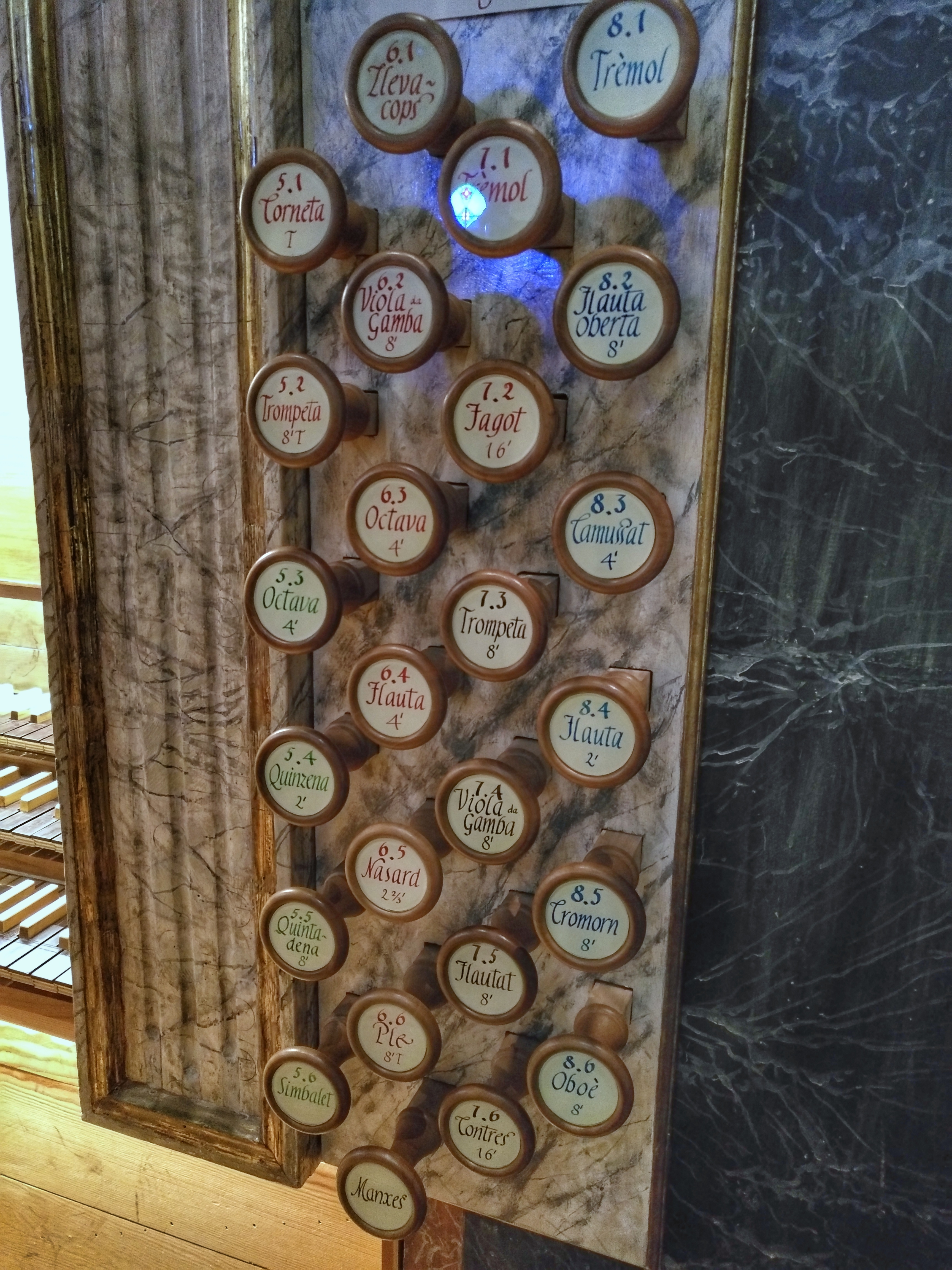
Orgue de Santa Creu. Registres (I)

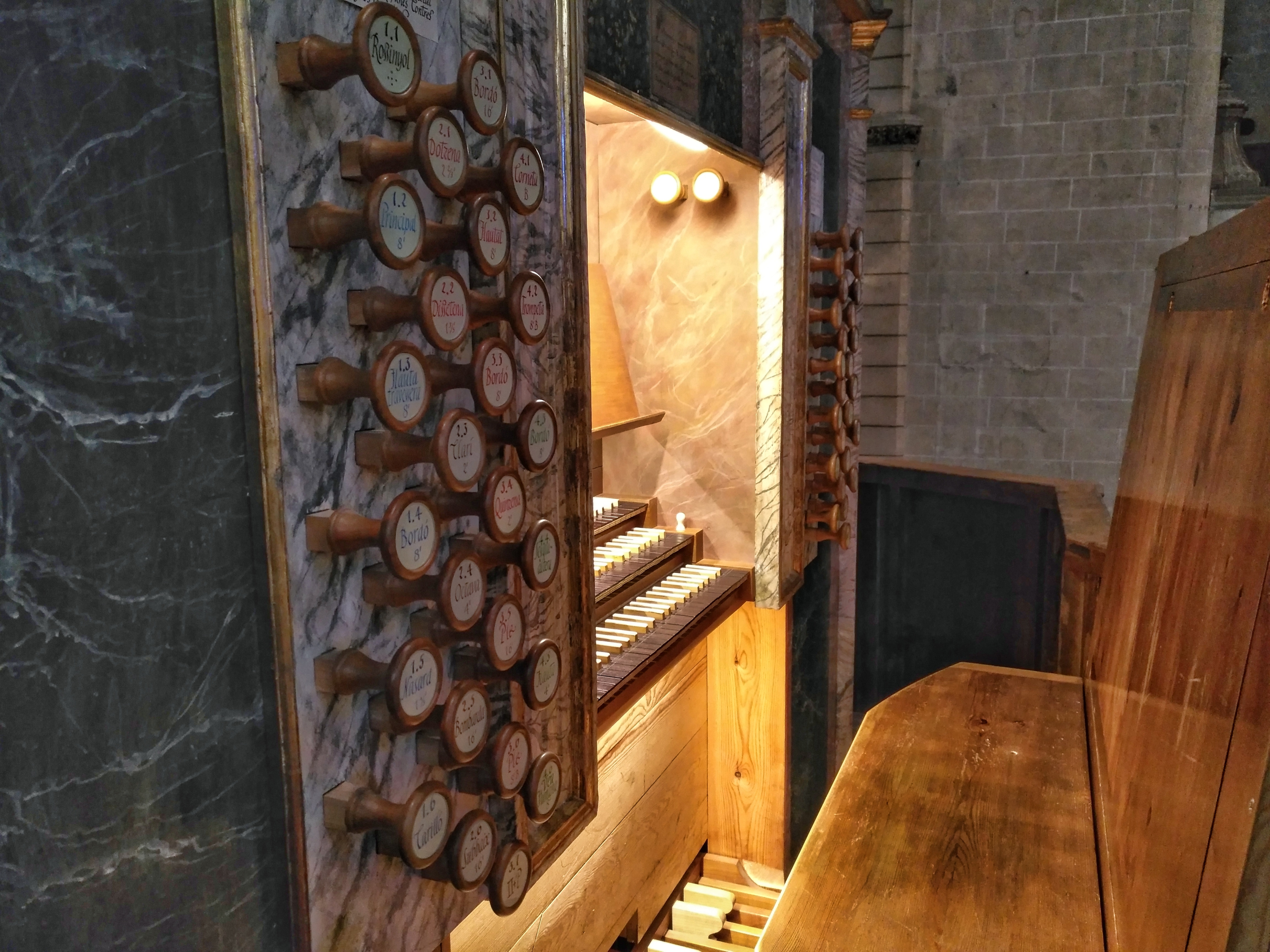
Orgue de Santa Creu. Vista de la consola

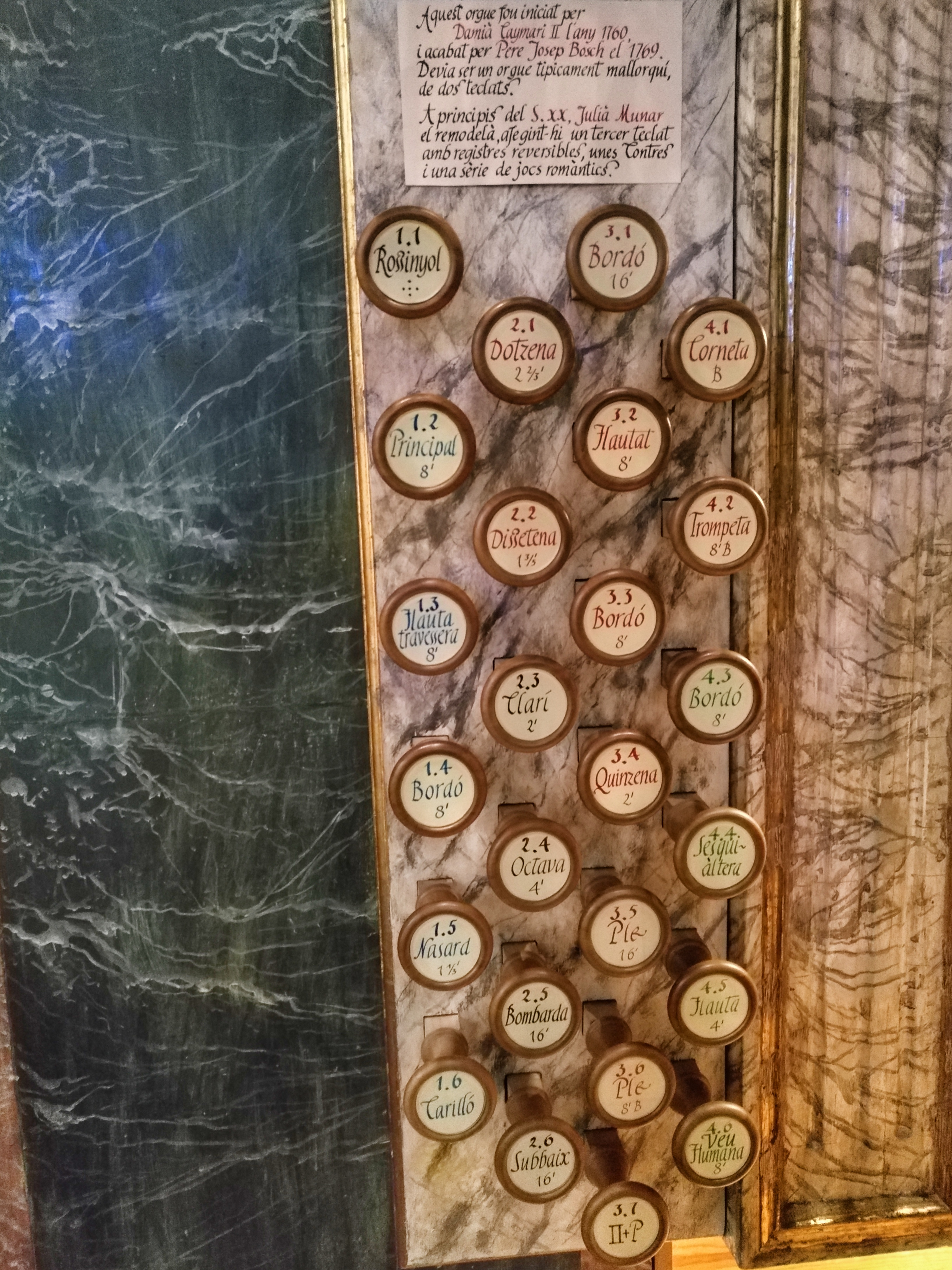
Orgue de Santa Creu. Registres (II)

| I Teclat (Cadireta)     | I Teclat (Cadireta)  | I Teclat (Cadireta) | III Teclat (Orgue de Dalt) | III Teclat (Orgue de Dalt) | III Teclat (Orgue de Dalt) |
| 1                       | Bordó                | 8’                  | 28                         | Principal                  | 8’                         |
| 2                       | Quintadena           | 8’                  | 29                         | Flauta oberta              | 8’                         |
| 3                       | Octava               | 4’                  | 30                         | Flauta travessera          | 8’                         |
| 4                       | Flauta               | 4’                  | 31                         | Bordó                      | 8’                         |
| 5                       | Quinzena             | 2’                  | 32                         | Camussat                   | 4’                         |
| 6                       | Sesquiàltera         | II fileres          | 33                         | Flauta                     | 2’                         |
| 7                       | Simbalet             | III fileres         | 34                         | Nasard (en 19a)            | 1 1/3’                     |
| 8                       | Veu Humana           | 8’                  | 35                         | Cromorn                    | 8’                         |
|                         |                      |                     | 36                         | Oboè                       | 8‘                         |
| 37                      | Carilló (T)          |                     |                            |                            |                            |
| II Teclat (Orgue Major) |                      |                     |                            |                            |                            |
| 9                       | Bordó                | 16’                 |                            |                            |                            |
| 10                      | Flautat              | 8’                  | Pedal                      | Pedal                      | Pedal                      |
| 11                      | Viola da gamba       | 8’                  | 38                         | Contres obertes            | 16’                        |
| 12                      | Bordó                | 8’                  | 39                         | Subbaix                    | 16’                        |
| 13                      | Octava               | 4’                  | 40                         | Flautat                    | 8’                         |
| 14                      | Flauta               | 4’                  | 41                         | Viola da gamba             | 8’                         |
| 15                      | Dotzena              | 2 2/3’              | 42                         | Octava                     | 4’                         |
| 16                      | Nasard (en 12ª)      | 2 2/3’              | 43                         | Bombarda                   | 16’                        |
| 17                      | Quinzena             | 2’                  | 44                         | Trompeta                   | 8’                         |
| 18                      | Dissetena            | 1 3/5’              | 45                         | Clarí                      | 2’                         |
| 19                      | Ple de 16            | II fileres          |                            |                            |                            |
| 20                      | Ple de 8 (B/T)       | IV fileres          |                            |                            |                            |
| 21                      | Corneta (B/T)        | III-VI fileres      | Accessoris                 | Accessoris                 | Accessoris                 |
| 22                      | Fagot                | 16’                 | 46                         | II + I                     |                            |
| 23                      | Trompeta (B/T)       | 8’                  | 47                         | II + Pedal                 |                            |
|                         | -Batalla -           |                     | 48                         | Trèmol I + II              |                            |
| 24                      | Trompeta magna (T)   | 16’                 | 49                         | Trèmol III                 |                            |
| 25                      | Trompeta batalla (T) | 8                   | 50                         | Rossinyol                  |                            |
| 26                      | Trompeta batalla (B) | 8                   | 51                         | Llevacops I + II           |                            |
| 27                      | Clarí (B)            | 4                   |                            |                            |                            |

## Filosofia de l'orguener
El fet que hi hagués una mescla de material sonor de distintes èpoques: part del qual formava l'orgue anterior i altra part arraconada però ben bé recuperable, va inspirar a Wilfried Praet un concepte d'orgue en el qual se cerca so proper al dels grans instruments de la regió alemanya de Turíngia, orgues que va conèixer Bach entorn d'Arnstadt, Erfurt, Mühlhausen… a on va néixer i viure fins que es va traslladar a Leipzig per ser Kantor de la Thomaskirche, i que li inspiraren en bona part la seva música. Els orgueners d'aquella regió, al temps de Bach, eren bastant avançats quant a pensament en comparació als d'altres llocs d'Europa i ja experimentaven amb molts registres “nous” que després serien típics de l'orgue romàntic del segle xix: flautes de tota mena i jocs de talla estreta com gambes, flautes travesseres, flautats estrets... Els tubs conservats a l'orgue de Santa Creu eren molt semblants a aquella barreja típica de l'orgue de Turíngia del segle xviii: d'una part els principals, ben tradicionals, de Caymari, completats després per Grenzing, i d'altra banda una sèrie de flautes amples i estretes, i Contres de Julià Munar. A aquest instrument, igual com passa als orgues alemanys, es que se cerca la Gravität del so. Trobam en aquest sentit dos registres de 16' al teclat de l'Orgue Major (Bordó i Fagot) a part de la típica Bombarda 16' del pedal, sonoritats que cercava Bach. Una altra característica important és l'alta concentració de registres de flauta de 8 peus (concentrades, sobretot, a l'Orgue de Dalt), la típica Viola da Gamba a l'Orgue Major i altres registres per donar "color" com la Quintadena de la Cadireta. Finalment, destacar també com a característica, la inclusió de la tercera a les mixtures (registre de Dissetena 1 3/5' a l'Orgue Major) que els dona el so característic de Turíngia i els aporta claredat i cos. Igualment la tercera està ben present al registre de Sesquiàltera de la "cadireta" que tant es pot utilitzar "a soli" com formant part del Plenum.

## Organista titular
Des del gener de l'any 2017, ocupa el càrrec d'organista titular de Santa Creu Bartomeu Manresa, qui s'ocupa de tocar l'instrument a la missa major de cada diumenge i a totes les solemnitats i ocasions en què cal. Així mateix, com a responsable de música de la parroquia coordina la música a totes les celebracions litúrgiques i concerts.

## Benedicció
L'instrument va ser beneït per Mons. Valentí Miserarchs el 10 de febrer de 2018 mitjançant la fórmula de benedicció solemne en la qual el celebrant fa una sèrie d'invocacions a les quals respon l'instrument expressant així la seva disponibilitat.
Vídeo complet del ritual de benedicció